# Skeleton-Europacup
Der Europacup ist eine internationale Wettkampfserie im Skeleton, welche von der IBSF organisiert und durchgeführt wird. Sie entstand im Jahr 2000 analog zum Skeleton-Nordamerikacup als dem Weltcup nachgestellte Rennserie. Sie wird in Europa ausgetragen und besteht mittlerweile in der Regel aus acht Saisonrennen. Er ist vor allem für Skeletonfahrer aus Europa und Afrika gedacht. Es dürfen aber auch Sportler aus Amerika, Asien und Ozeanien an dieser Rennserie teilnehmen.

## Punktesystem
Die Punkte werden seit der Saison 2016/17 wie folgt vergeben:
| Platz  | 1  | 2  | 3  | 4  | 5  | 6  | 7  | 8  | 9  | 10 | 11 | 12 | 13 | 14 | 15 | 16 | 17 | 18 | 19 | 20 | 21 | 22 | 23 | 24 | 25 | 26 | 27 | 28 | 29 | 30 |
| Punkte | 75 | 65 | 55 | 50 | 45 | 40 | 38 | 36 | 34 | 32 | 30 | 28 | 26 | 24 | 22 | 20 | 18 | 16 | 14 | 12 | 10 | 9  | 8  | 7  | 6  | 5  | 4  | 3  | 2  | 1  |

## Quoten
Seit der Saison 2016/17 sind die Verteilung der Startplätze bei Frauen und Männern gleich geregelt. Die Nationen aus Amerika, Asien und Ozeanien dürfen jeweils maximal vier Skeletonprofis an den Start schicken. Bei den afrikanischen und europäischen Ländern gilt das Limit von zwei Athleten.

## Frauen

### Gesamtwertung
| Saison  | Erste             | Zweite                            | Dritte                            |
| ------- | ----------------- | --------------------------------- | --------------------------------- |
| 2000/01 | Sylvia Liebscher  | Melanie Riedl                     | Ramona Rahnis                     |
| 2001/02 | Annett Köhler     | Sylvia Liebscher                  | Caroline Burdet                   |
| 2002/03 | Julia Eichhorn    | Kati Klinzing                     | Kathrin Huber                     |
| 2003/04 | Julia Eichhorn    | Marion Trott                      | Kati Klinzing                     |
| 2004/05 | Anja Huber        | Amy Williams                      | Kathleen Lorenz                   |
| 2005/06 | Marion Trott      | Bree Schaaf Boyer                 | Kathleen Lorenz                   |
| 2006/07 | Marion Trott      | Kathleen Lorenz                   | Sarah Reid                        |
| 2007/08 | Bella Sterlikowa  | Katharina Hamann                  | Jelena Judina                     |
| 2008/09 | Sarah Sartor      | Jelena Judina                     | Sophia Griebel                    |
| 2009/10 | Sophia Griebel    | Michelle Bartleman                | Micaela Widmer                    |
| 2010/11 | Tina Hermann      | Lizzy Yarnold                     | Jacqueline Lölling                |
| 2011/12 | Tina Hermann      | Lena Joch                         | Robynne Thompson                  |
| 2012/13 | Maxi Just         | Lena Joch                         | Sarah Sartor                      |
| 2013/14 | Anna Fernstädt    | Maxi Just                         | Kim Meylemans                     |
| 2014/15 | Kendall Wesenberg | Anastassija Schlapak              | Renata Chusina                    |
| 2015/16 | Janine Becker     | Mirela Rahneva                    | Maxi Just                         |
| 2016/17 | Tamara Seer       | Maxi Just                         | Kellie Delka                      |
| 2017/18 | Brogan Crowley    | Alina Eduardowna Tararytschenkowa | Eleanor Furneaux                  |
| 2018/19 | Janine Becker     | Hannah Neise                      | Luisa Hornung                     |
| 2019/20 | Amelia Coltman    | Endija Terauda                    | Alina Eduardowna Tararytschenkowa |

### Nationenwertung
| Saison  | Gold        | Silber         | Bronze         |
| ------- | ----------- | -------------- | -------------- |
| 2000/01 | Deutschland | Großbritannien | Russland       |
| 2001/02 | Deutschland | Österreich     | Großbritannien |
| 2002/03 | Deutschland | Großbritannien | Italien        |
| 2003/04 | Deutschland | Italien        | USA            |
| 2004/05 | Deutschland | Großbritannien | USA            |
| 2005/06 | Deutschland | USA            | Großbritannien |
| 2006/07 | Deutschland | Russland       | USA            |

### Statistik
| Rang | Athletin          | Land                   | 1. Platz | 2. Platz | 3. Platz |
| ---- | ----------------- | ---------------------- | -------- | -------- | -------- |
| 1    | Marion Trott      | Deutschland            | 2        | 1        | –        |
| 2    | Janine Becker     | Deutschland            | 2        | –        | –        |
| 2    | Julia Eichhorn    | Deutschland            | 2        | –        | –        |
| 2    | Tina Hermann      | Deutschland            | 2        | –        | –        |
| 3    | Maxi Just         | Deutschland            | 1        | 2        | 1        |
| 4    | Sylvia Liebscher  | Deutschland            | 1        | 1        | –        |
| 5    | Sophia Griebel    | Deutschland            | 1        | –        | 1        |
| 5    | Sarah Sartor      | Deutschland            | 1        | –        | 1        |
| 7    | Amelia Coltman    | Vereinigtes Königreich | 1        | –        | –        |
| 7    | Brogan Crowley    | Vereinigtes Königreich | 1        | –        | –        |
| 7    | Anna Fernstädt    | Deutschland            | 1        | –        | –        |
| 7    | Anja Huber        | Deutschland            | 1        | –        | –        |
| 7    | Annett Köhler     | Deutschland            | 1        | –        | –        |
| 7    | Tamara Seer       | Deutschland            | 1        | –        | –        |
| 7    | Bella Sterlikowa  | Russland               | 1        | –        | –        |
| 7    | Kendall Wesenberg | Vereinigte Staaten     | 1        | –        | –        |

## Männer

### Gesamtwertung
| Saison  | Erster                | Zweiter              | Dritter             |
| ------- | --------------------- | -------------------- | ------------------- |
| 2000/01 | Markus Penz           | Walter Stern         | Andreas Schober     |
| 2001/02 | Andy Böhme            | Markus Penz          | Trevor Christie     |
| 2002/03 | Tomass Dukurs         | Matthias Biedermann  | Michi Halilovic     |
| 2003/04 | Chris Hedquist        | Michi Halilovic      | Matthias Biedermann |
| 2004/05 | Robert Murray         | Chris Hedquist       | Wolfram Lösch       |
| 2005/06 | Jon Montgomery        | Martin Brugger       | Eric Gaulin         |
| 2006/07 | Grégory Saint-Géniès  | David Ludwig         | Michi Halilovic     |
| 2007/08 | Alexander Gassner     | David Ludwig         | Sergei Smirnow      |
| 2008/09 | Sebastian Haupt       | John Daly            | Alexander Rotte     |
| 2009/10 | Alexander Kröckel     | Christian Baude      | Alexander Rotte     |
| 2010/11 | Christian Baude       | Anton Batujew        | Maximilian Graßl    |
| 2011/12 | David Lingmann        | Dave Greszczyszyn    | Maximilian Graßl    |
| 2012/13 | Kilian von Schleinitz | Alexander Mutowin    | Ruslan Sabitow      |
| 2013/14 | Dominic Rady          | Axel Jungk           | Martin Rosenberger  |
| 2014/15 | Ruslan Sabitow        | Jeremy Rice          | Jack Thomas         |
| 2015/16 | Fabian Küchler        | Dominic Rady         | Felix Keisinger     |
| 2016/17 | Dominic Rady          | Fabian Küchler       | Felix Seibel        |
| 2017/18 | Krists Netlaus        | Konstantin Khoroshko | Artjom Drosdow      |
| 2018/19 | Fabian Küchler        | Jewgeni Rukossujew   | Cedric Renner       |
| 2019/20 | Felix Seibel          | Vladislav Semenov    | Krists Netlaus      |

### Nationenwertung
| Saison  | Gold        | Silber      | Bronze      |
| ------- | ----------- | ----------- | ----------- |
| 2000/01 | Österreich  | Deutschland | Italien     |
| 2001/02 | Österreich  | Deutschland | Schweiz     |
| 2002/03 | Deutschland | Lettland    | Österreich  |
| 2003/04 | Deutschland | USA         | Österreich  |
| 2004/05 | USA         | Deutschland | Österreich  |
| 2005/06 | USA         | Österreich  | Deutschland |
| 2006/07 | Deutschland | USA         | Russland    |

### Statistik
| Rang | Athlet                | Land               | 1. Platz | 2. Platz | 3. Platz |
| ---- | --------------------- | ------------------ | -------- | -------- | -------- |
| 1    | Fabian Küchler        | Deutschland        | 2        | 1        | –        |
| 1    | Dominic Rady          | Deutschland        | 2        | 1        | –        |
| 3    | Christian Baude       | Deutschland        | 1        | 1        | –        |
| 3    | Chris Hedquist        | Vereinigte Staaten | 1        | 1        | –        |
| 3    | Markus Penz           | Österreich         | 1        | 1        | –        |
| 6    | Krists Netlaus        | Lettland           | 1        | –        | 1        |
| 6    | Ruslan Sabitow        | Russland           | 1        | –        | 1        |
| 6    | Felix Seibel          | Deutschland        | 1        | –        | 1        |
| 9    | Andy Böhme            | Deutschland        | 1        | –        | –        |
| 9    | Tomass Dukurs         | Lettland           | 1        | –        | –        |
| 9    | Alexander Gassner     | Deutschland        | 1        | –        | –        |
| 9    | Sebastian Haupt       | Deutschland        | 1        | –        | –        |
| 9    | Alexander Kröckel     | Deutschland        | 1        | –        | –        |
| 9    | David Lingmann        | Deutschland        | 1        | –        | –        |
| 9    | Jon Montgomery        | Kanada             | 1        | –        | –        |
| 9    | Robert Murray         | Vereinigte Staaten | 1        | –        | –        |
| 9    | Grégory Saint-Géniès  | Frankreich         | 1        | –        | –        |
| 9    | Kilian von Schleinitz | Deutschland        | 1        | –        | –        |